# Terremoto de Turquía de 2011
El terremoto de Turquía de 2011 fue un sismo ocurrido a las 13:41:21 hora local (UTC+3) del domingo, 23 de octubre de 2011, con una magnitud de 7.4 MW. Su hipocentro se ubicó a 16 km tierra adentro y su epicentro fue la localidad de Van al este de Turquía. El sismo fue incluso sentido en Irán y en Armenia según reportes ciudadanos al Servicio Geológico de los Estados Unidos (USGS por sus siglas en inglés).
Los expertos turcos afirmaron que las víctimas fatales podrían ascender a más de mil debido a las normas deficientes de construcción y la potencia del sismo en la región.

## Geología
El terremoto ocurrió tierra adentro y alcanzó una magnitud de 7.4 grados el 23 de octubre de 2011, a las 13:41 hora local, su epicentro fue a unos 16 kilómetros al noreste de Van, Turquía y con una profundidad focal estimada de 20 km. Las zonas más afectadas son la región central y parte de la zona este de Turquía, hacia la frontera sur de la zona oriental del complejo de colisión continental entre la placa arábiga y la placa euroasiática, así como la zona de la falla de Anatolia. Todas son parte de la convergencia entre dos placas se lleva a cabo a lo largo del pliegue Bitlis-Zagros. El mecanismo del terremoto generará posteriores y numerosas réplicas.
Debido a su gran intensidad y poca profundidad, el terremoto producido movimientos importantes de tierra a través de una amplia zona. Una sacudida violenta que alcanzó el grado IX en la escala de Mercalli se produjo en Van; en otros lugares se reportaron intensidades de fuerte a severas (VI-VIII Mercalli). Se observaron réplicas en muchas áreas más pequeñas y menos pobladas alrededor del epicentro.
Un poco más ligero, pero también significativo, se reportaron movimientos de tierra que llegaron a la magnitud V y III Mercalli. La misma intensidad se extendió mucho más allá de toda la región, específicamente a los países vecinos, como Armenia, Azerbaiyán, Georgia, Irán, Irak y Siria Según el Instituto Geofísico de Israel, el sismo fue sentido en zonas lejanas como en Tel Aviv, Israel.

## Riesgo
El terremoto y sus réplicas afectaron gran parte del este de Turquía, demoliendo centenares de edificios y enterrando a numerosas víctimas bajo los escombros. Erciş, una pequeña ciudad cercana a Van, fue la más afectada por el violento movimiento, por lo menos 25 edificios fueron destruidos, las muertes alcanzaron los 45 y 156 heridos. En Van la cifra de muertos se elevó a 15 y decenas de edificios fueron destruidos. Grandes daños ocurrieron en el aeropuerto de Van, donde aviones de la fuerza aérea se desplazaron para movilizarse a otras zonas de la región

## Daños
Tras el terremoto, los reportes de daños inundaron la red, al menos 100 edificios colapsaron tras el sismo principal y posteriormente, unos 500 colapsaron debido a las réplicas. 59 personas murieron y 150 resultaron heridas en la ciudad oriental de Erciş; 25 perecieron en Van y un niño perdió la vida en la provincia cercana de Bittles.
80 edificios se derrumbaron en Erciş, entre ellos un dormitorio de estudiantes, y 10 edificios corrieron igual suerte en Van. Varios hoteles sufrieron grandes daños y se reportaron explosiones en varias gasolineras.

## Muertos y heridos
Minutos después del terremoto, el Servicio Geológico de los Estados Unidos emitió una alerta roja para Turquía debido a la poca profundidad del sismo, la magnitud del movimiento y la región en la que ocurrió. El USGS estimó que las pérdidas humanas podrían ser de hasta 10.000 personas y superar los 100.000 millones de dólares estadounidenses. 
Datos oficiales cifraron a las 10:00 p. m. UTC, en 138 los muertos y en 350 heridos, así como 600 edificios desplomados y 500 desaparecidos.

## Reacciones internacionales
- Israel:  El ministro de Defensa de Israel, Ehud Barak, ofreció ayuda a Turquía tras el terremoto dejando atrás brevemente las malas relaciones diplomáticas entre ambos países.[18]
- Estados Unidos: El Presidente Barack Obama expresó sus condolencias a las víctimas del terremoto y afirmó que la nación está dispuesta a ayudar a las autoridades turcas[19]

Estamos hombro con hombro con nuestro amigo turco en este momento difícil, y estamos listos para asistir a las autoridades turcas
Barack Obama.

- Unión Europea: Expresaron sus condolencias y ofrecieron su ayuda a los damnificados.[20]
- Organización del Tratado del Atlántico Norte: Expresaron sus condolencias y ofrecieron su ayuda a los damnificados.
- Naciones de Europa, Asia, América entre otras ofrecieron su ayuda hacia Turquía, pero este negó la ayuda, días después Turquía aceptó la ayuda de los países, entre ellas la ayuda de Israel, aunque el gobierno dijo que la ayuda de este no mejoraría las relaciones entre estos dos, debido al incidente de la flotilla de la libertad.
- Países como EE. UU., México, Israel, miembros de la Unión Europea entre otros ya han mandado ayuda a Turquía, desde ayuda económica hasta ayuda humanitaria, entre ellos los Topos Tlatelolco, equipos de rescate especializados en desastres naturales desde el Terremoto de México 1985.